# Villaggio parrocchiale di Gammelstad
Il villaggio parrocchiale di Gammelstad (in svedese: Gammelstads kyrkstad) è un villaggio parrocchiale svedese, che si trova nella località di Gammelstad, vicino alla città di Luleå, in Svezia, nella parte più settentrionale del Golfo di Botnia.
È Patrimonio dell'umanità dell'UNESCO, inserito nell'elenco dei Patrimoni mondiali fin dal 1996. Si tratta dell'esempio meglio conservato di questa tipologia di città che un tempo era molto comune nel nord della Scandinavia.
La città si trova su di una piccola isola nel delta del fiume Lule. Al suo centro si trova la chiesa di Nederluleå, in pietra, risalente agli inizi del XV secolo, intorno alla quale sono state costruite 424 abitazioni in legno. Lo scopo delle case era quello di ospitare i fedeli giunti qui dal territorio circostante e che non sarebbero stati in grado di rientrare nelle proprie case prima del tramonto: la posizione geografica del villaggio infatti, molto prossima al Circolo polare artico, fa sì che durante l'inverno il sole tramonti molto presto. Le case quindi non erano abitate in modo continuativo, ma venivano utilizzate quasi esclusivamente di domenica o nei giorni in cui ricorrevano particolari festività cristiane.

## Galleria d'immagini

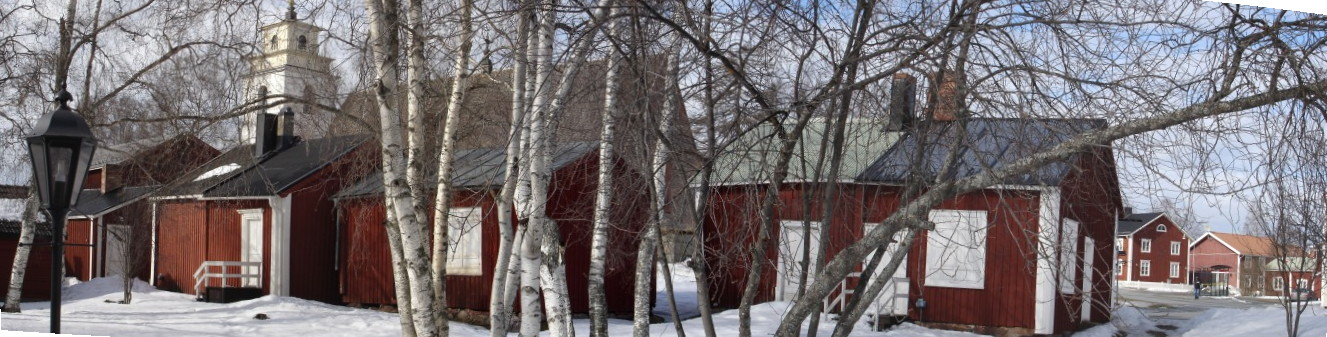
Gamelstad.
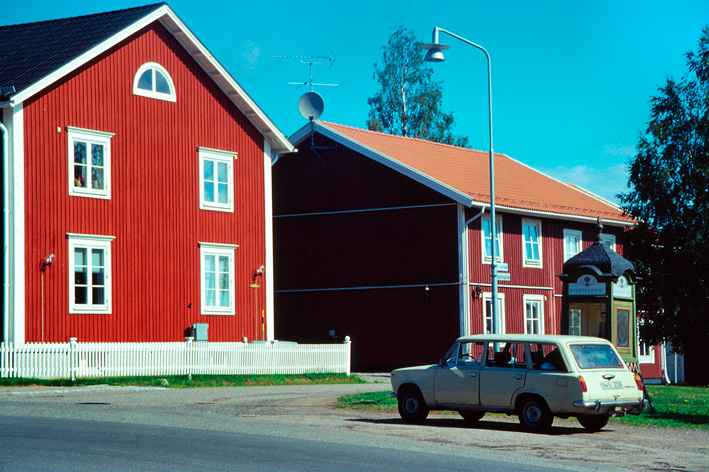
Gammelstad.
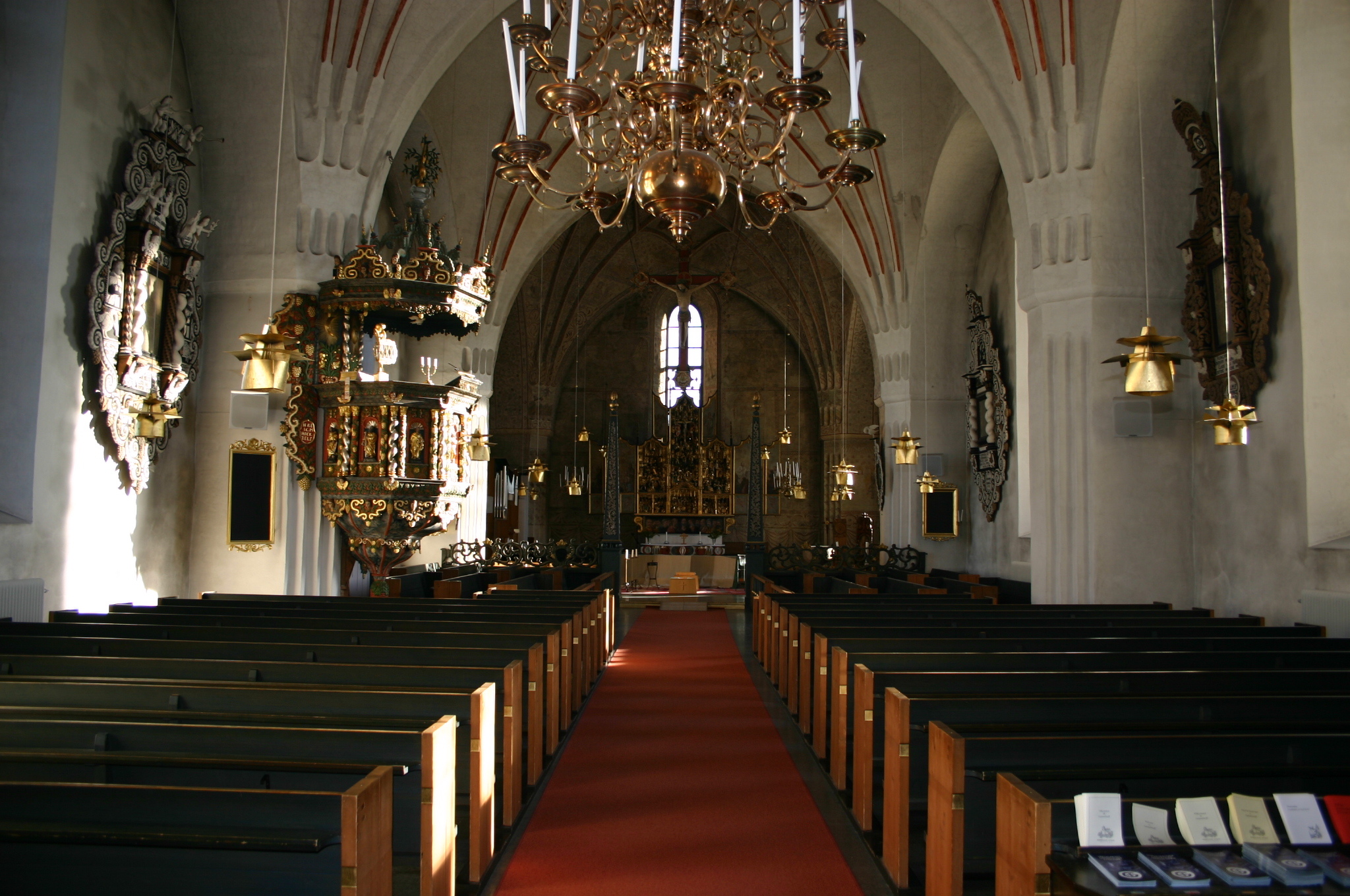
Interno della Chiesa di Gammelstad.
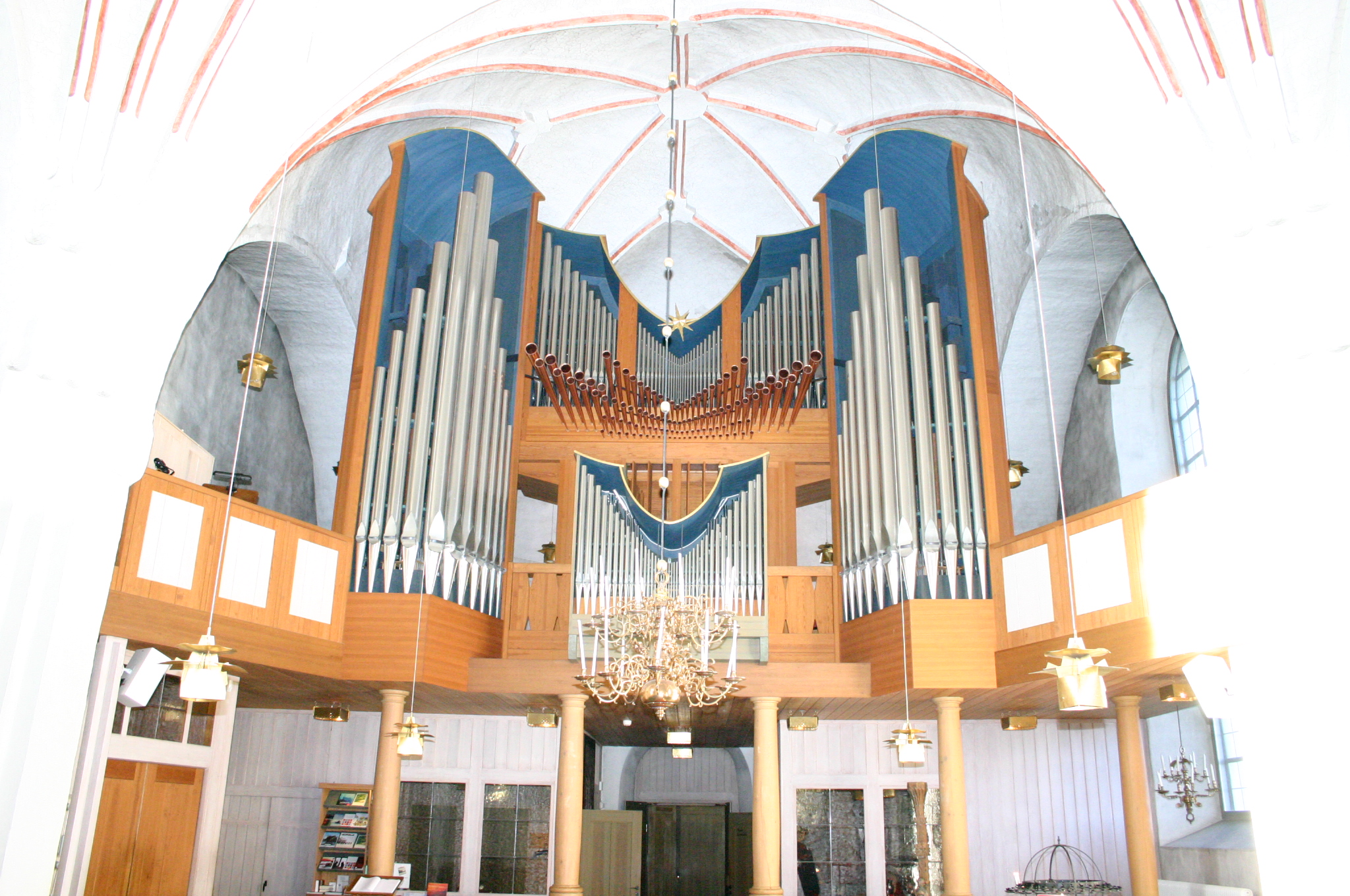
L'organo della Chiesa de Gammelstad.
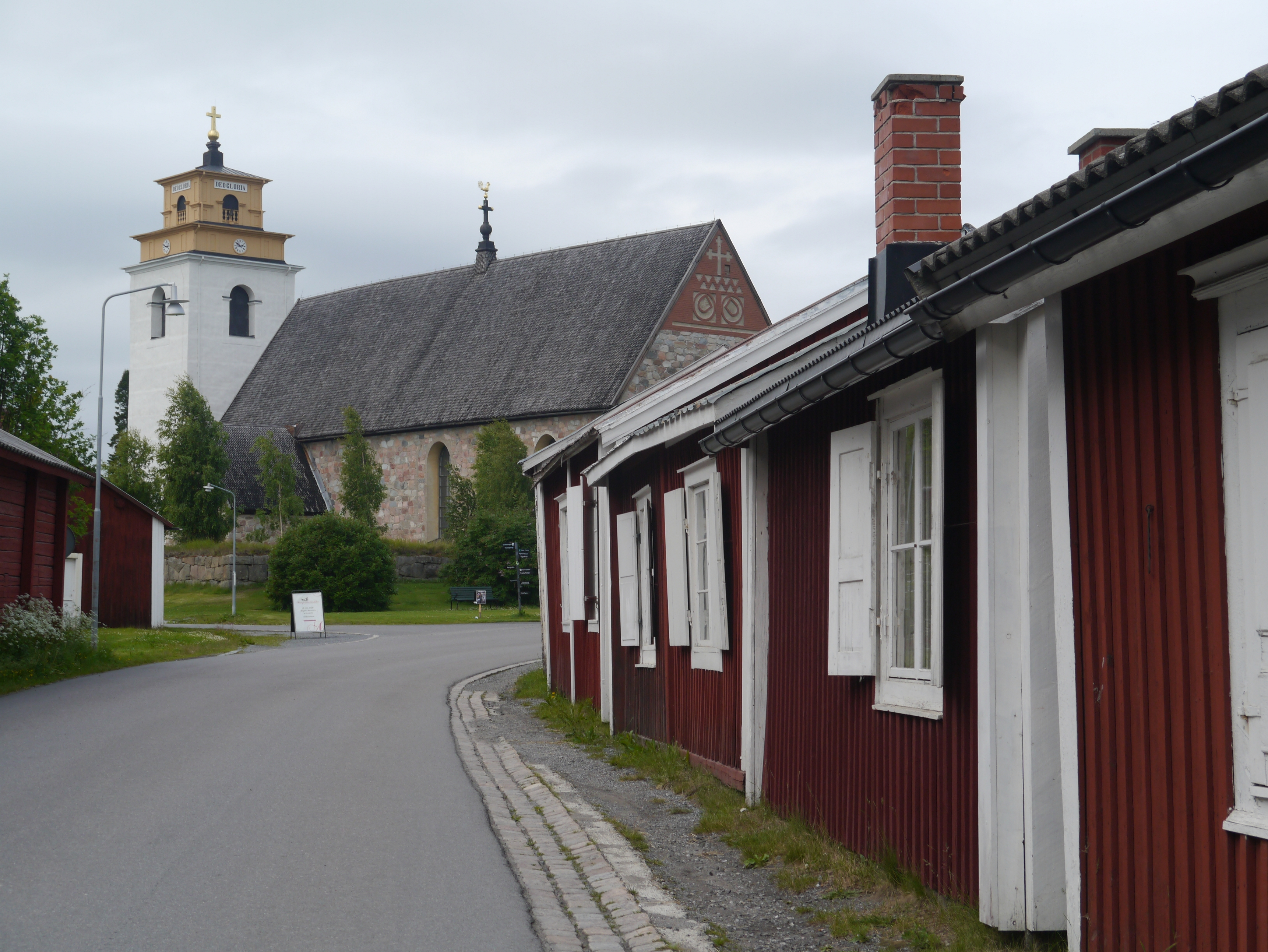
La Chiesa di Gammelstad
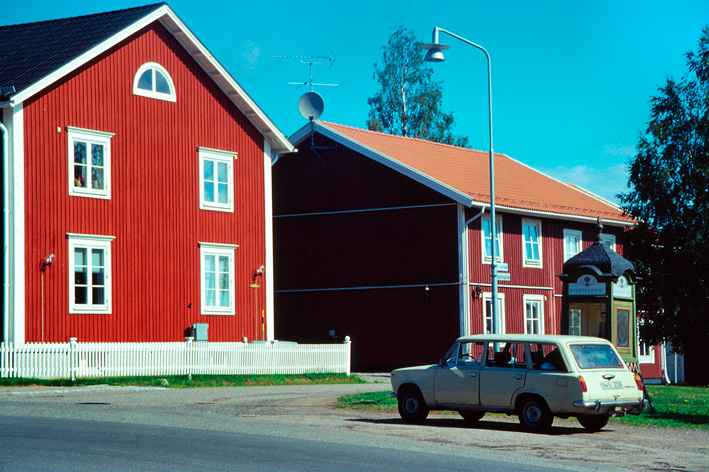
Il sito patrimonio dell'umanità di Gammelstad
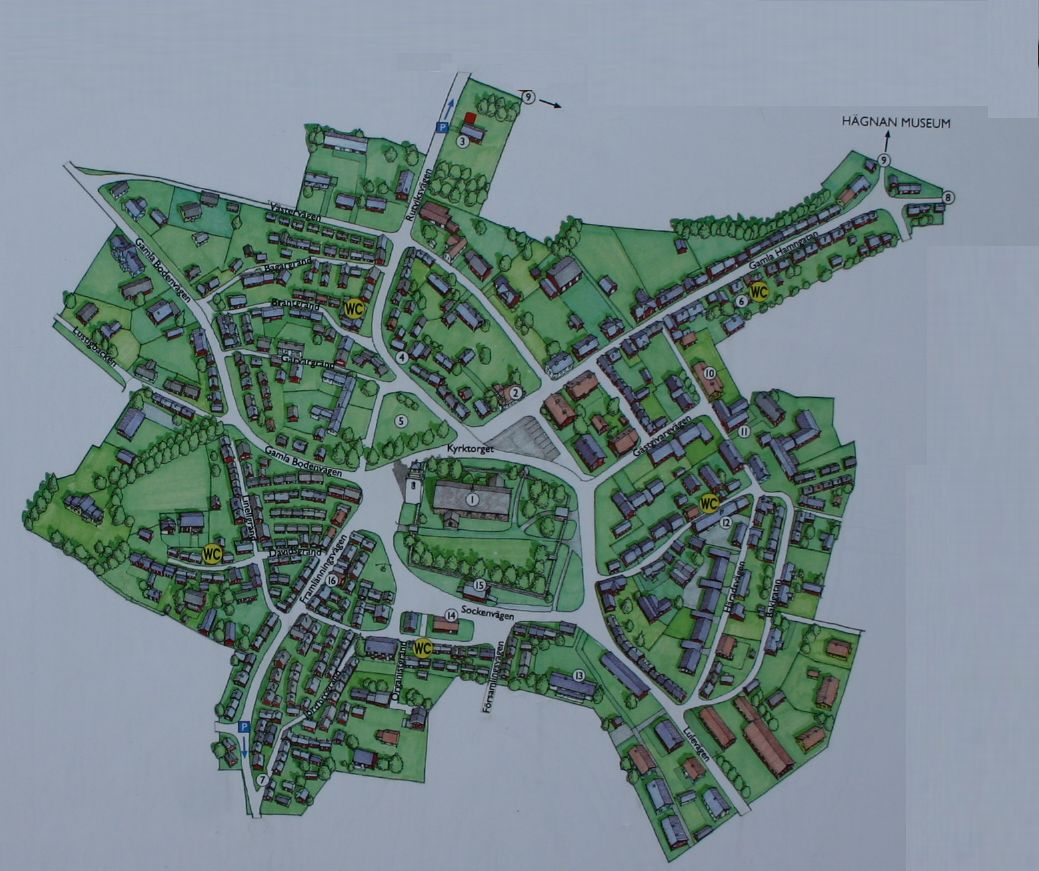
Mappa del villaggio di Gammelstad
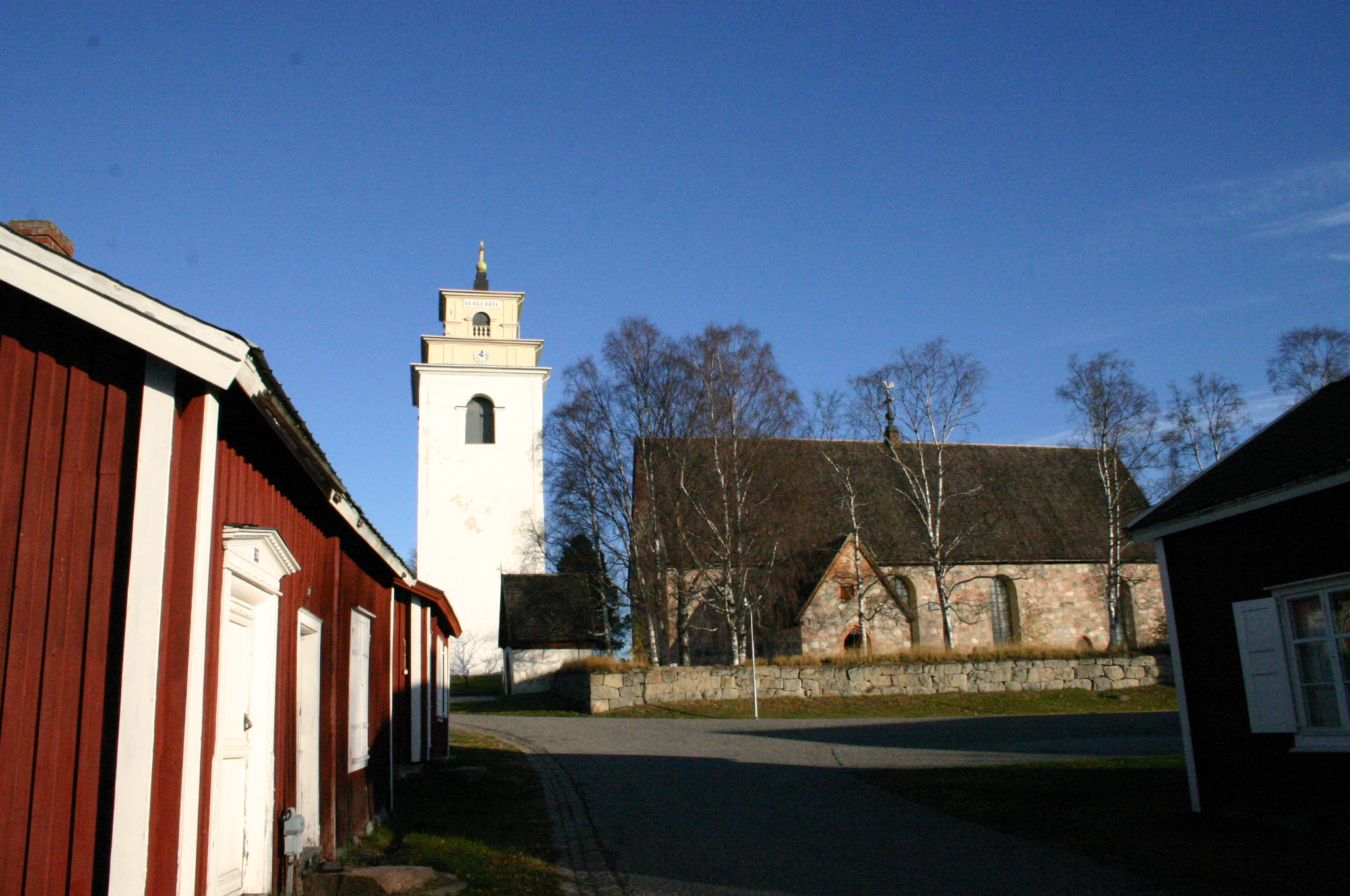
Vista del villaggio
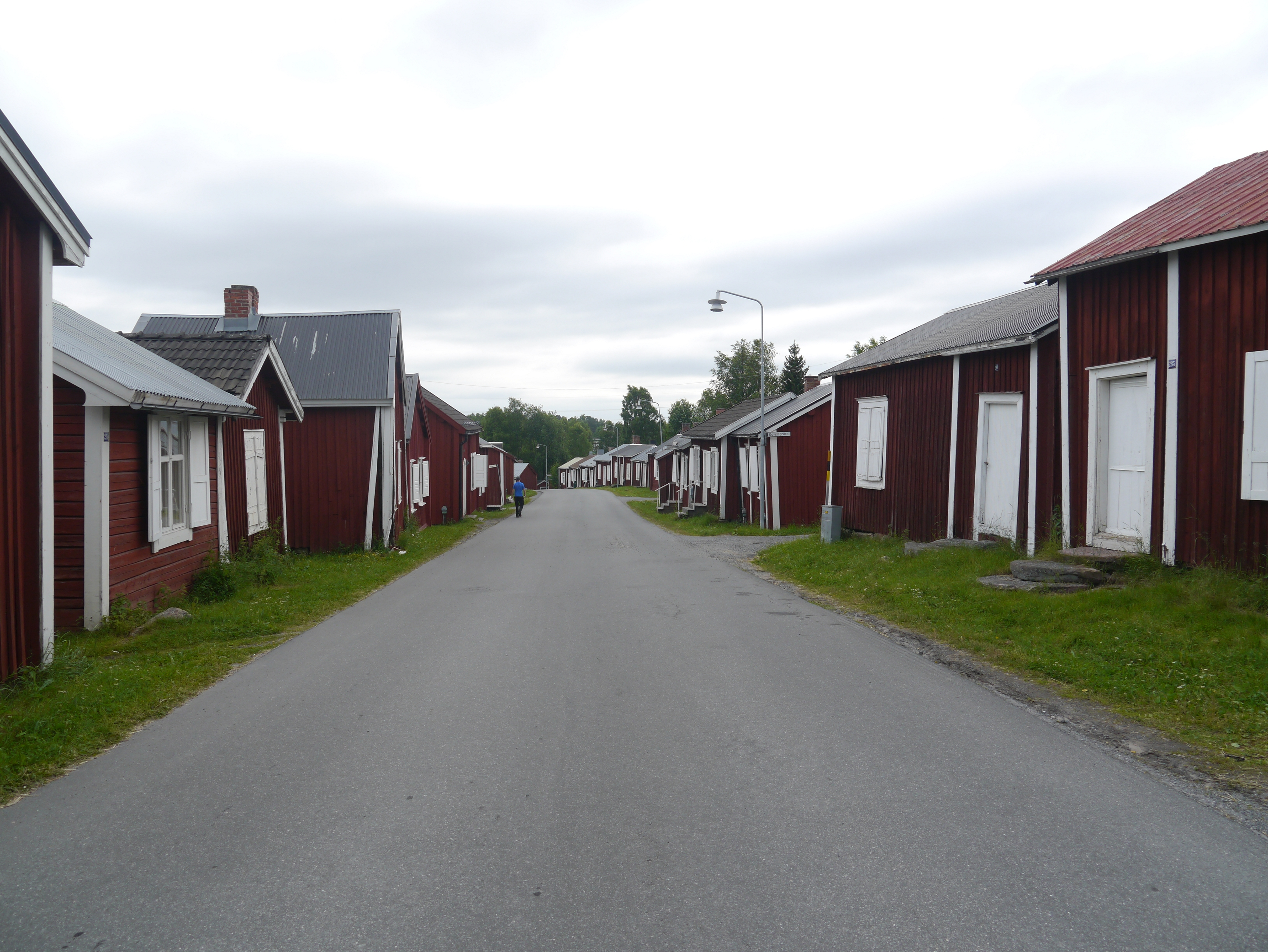
Vista del villaggio
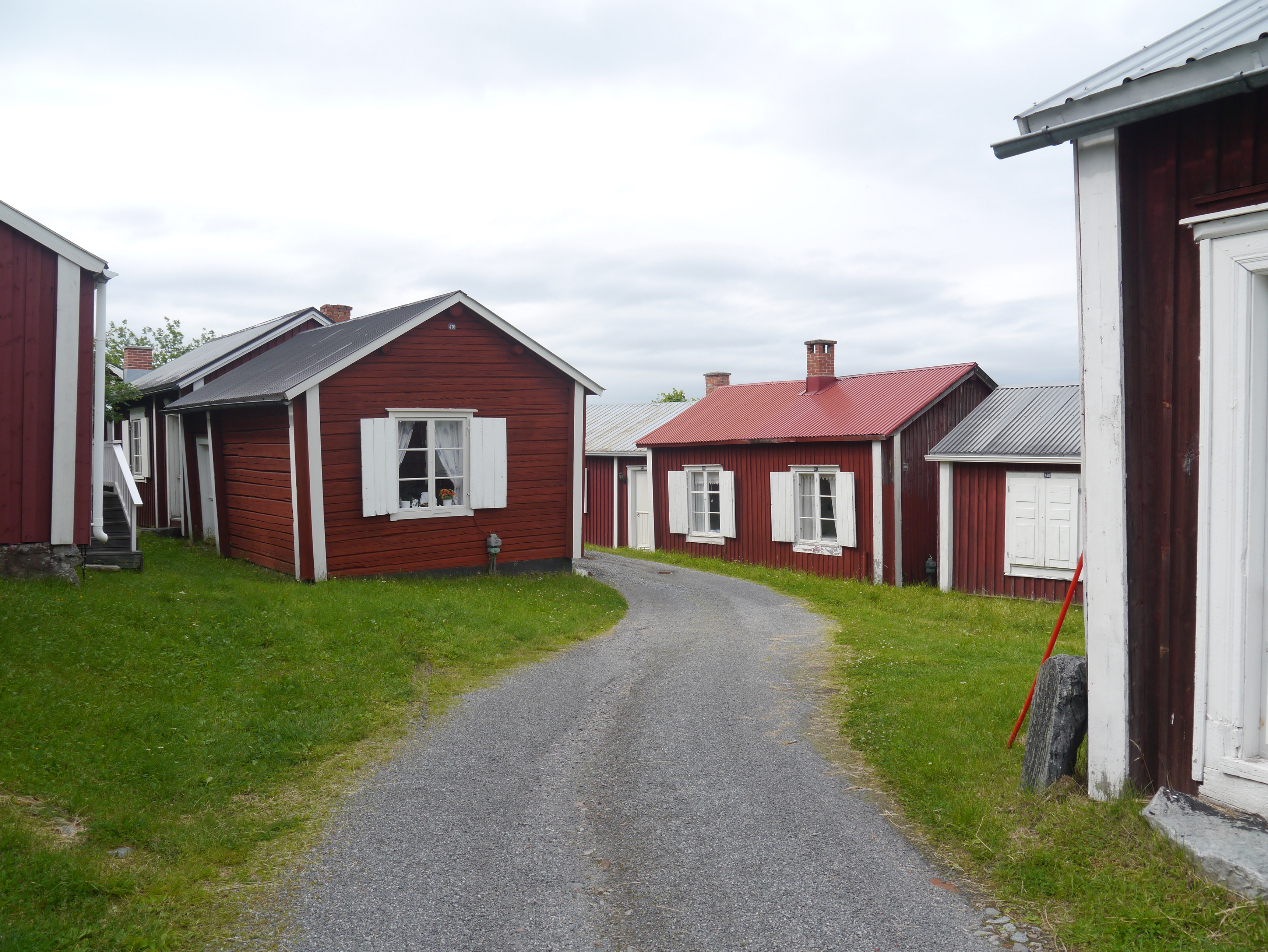
Vista del villaggio